# 分椎目
分椎目（ぶんついもく、学名:Temnospondyli）は石炭紀、ペルム紀、三畳紀に非常に繁栄し、一部は白亜紀前期まで生き延びた絶滅両生類のグループである。迷歯亜綱中で最大の目であり、水生、半水生、陸生、海生と多様な環境に進出し、全ての大陸から化石が発見されている。日本においても宮城県の南三陸町の唐島からマストドンサウルス類の化石が産出している。
学名はギリシャ語のτεμνειν, temnein = "切断された" + σπονδυλως, spondulos = "脊椎"。切椎目と表記されることもある。

## 特徴
外見上は現生の有尾目に似た長い胴に四肢と尾を備えた体型をしたものが多い。エリオプスなど多くの属では、指は前肢に4本、後肢に5本であることが確認されているが、2020年には前肢に5本の指を持つメトポサウルスの例が確認された。

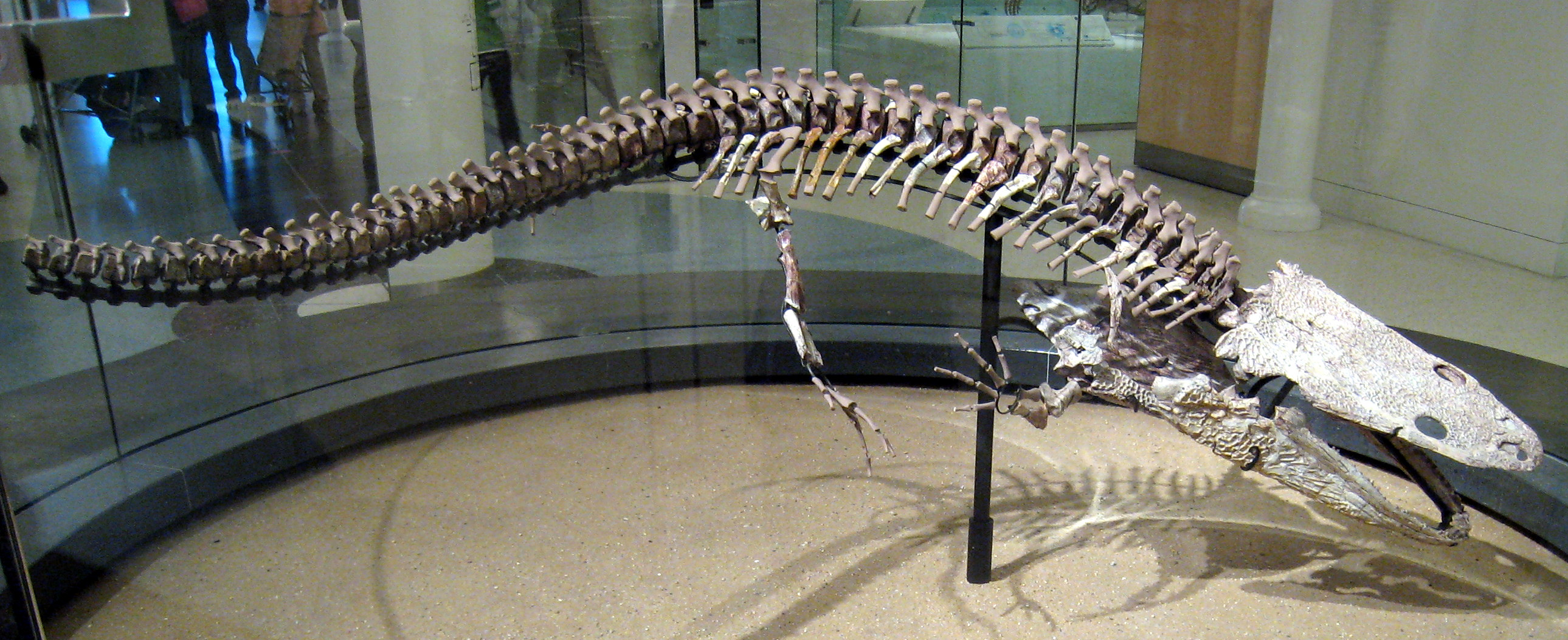
Buettneria perfectaの全身骨格

姉妹群である炭竜目と比較して最大の特徴は椎骨の椎体の形態である。イクチオステガなど原始的な四肢動物と共通する形質で、大きな間椎心と小さな側椎心が対をなすラキトム型(Rachitomi)という柔軟性に富んだ形態をしている。水生になった種はこれが単純化し、間椎心が円筒形になり側椎心が退化していく全椎型(Stereospondili)と呼ばれる形態に変化していったが、尾椎は依然としてラキトム型の種も多かった。ただし全椎型は水生に適応した平行進化の結果であり、自然群ではない。

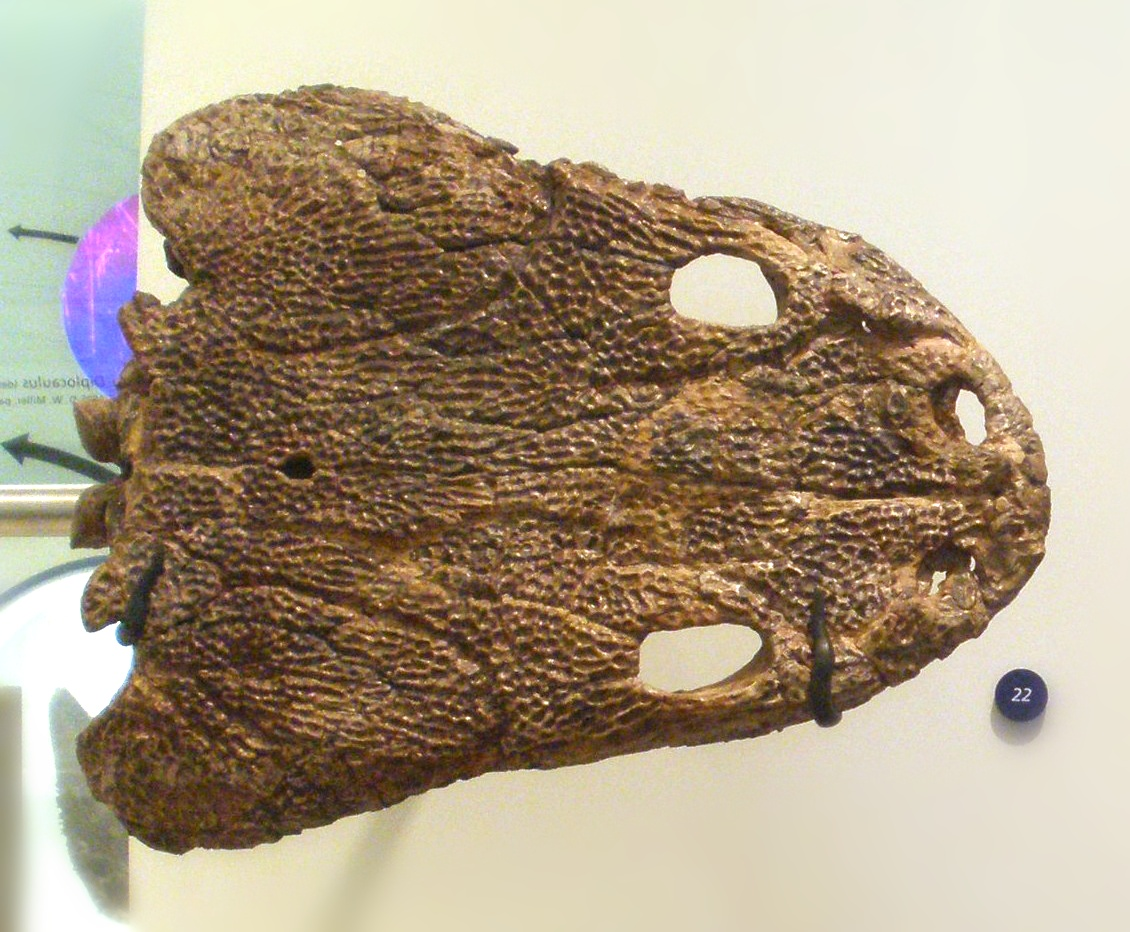
Buettneria perfectaの頭骨

頭骨は比較的大きく頑丈で、炭竜目にみられる脳函と口蓋をつなぐ基底関節の可動性が失われている。そのかわり口蓋部に大きな空隙があり、これを使って獲物を飲み込むときや空気を吸い込むときの補助をしていたらしい。これは現生の両生類にも見られる特徴である。また頭骨の側面に大きな耳切痕があり、陸生種ではそこに鼓膜が張られて聴覚器官として働いていた。ディッソロフス科では耳がさらに進化し現在の無尾目と構造を共有している。
体表の全体または一部に祖先である魚類と同様の皮骨性の鱗を持つものもいたが、時代が下るに連れてその痕跡がない種が増えていった。それらは現生の両生類のような滑らかな皮膚をしていたのだろう。
水生の種は側線が発達していた。

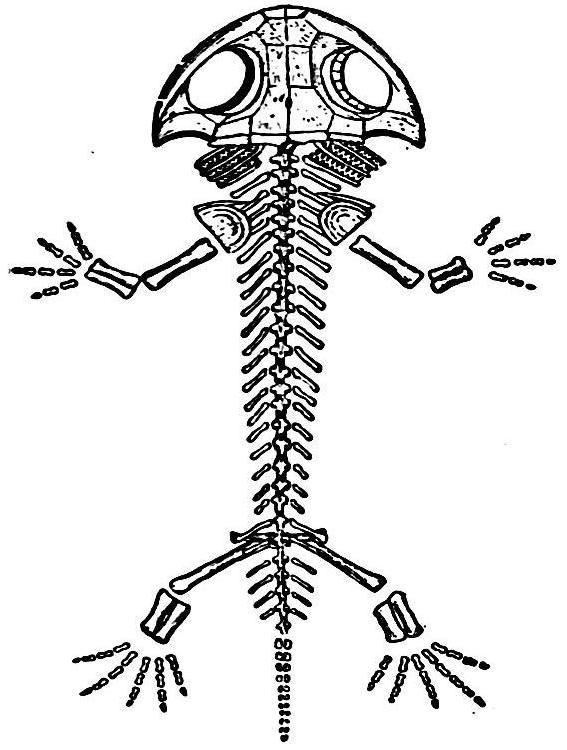
ブランキオサウルスの骨格

変態を行っていたが、幼生と成体の形態には外鰓の有無以外は大差は見られなかった。ブランキオサウルスのように成体になっても外鰓を保持する幼形成熟を行う種も多く見られた。

## 進化史

### 石炭紀
最初の分椎目は、おそらく石炭紀前期のローラシア大陸において、原始的な四肢動物であるイクチオステガ目から分かれた。
最も古い時代には全長1メートルほどの中型陸生種デンドレルペトンと1.5メートルを超える大型半水生種コクレオサウルスが知られている。ここから幅広い環境に広がって行く。

### ペルム紀
前期には石炭紀から引き続き多様な環境で繁栄して行き、カコプスのような頑丈な脊椎と四肢を持つ陸生小型種やプリオノスクスのような完全水生で全長9メートルに及ぶ大型種まで多彩な種があらわれた。この時期にゲロバトラクスのような現生両生類の祖先と見られる形質を有する種も生まれている。
しかし後期になると、より陸上生活に適応した爬虫類との競争のため、陸生種は衰退し、水生または半水生の種が主となる。その結果、脊椎は全椎型(stereospondili)と呼ばれる弱く単純な形になり、四肢も短く、平らな体型になっていった。アルケゴサウルス・メロサウルスなどが当時の河川や湖沼に多く見られ、現生のワニのような生態的地位を占めていた。

### 三畳紀
ペルム紀末の大絶滅においてはゴンドワナでごく少数が生き残り、それが全世界に再び広がって行ったらしい。ほとんど水生種だけしか見られなくなった。
前期には本目は大繁栄期を迎え、アファネランマなどトレマトサウルス科は、両生類としては例外的に海にまで進出した。これらには魚類のように丈夫な鱗があった。
淡水域においてもカピトサウルス・キクロトサウルス・マストドンサウルスのように全長2-4メートルに及ぶ大型種が生態系の上位を占めていた。これらは大きな頭部と平べったい体型を持ち、水底に潜んで獲物が通りかかるのを待ち伏せていた。 
後期にもメトポサウルス科のような大型種と、奇妙な平らな体型で一生鰓を持つ（外鰓ではないとされる）ゲロトラックスを含むプラギオサウルス科が世界中で普通に見られた。

### 絶滅
三畳紀末の大絶滅以降、ブラキオプス上科に属する2科のみが見られるようになった。主に中国に生息していたブラキオプス科とゴンドワナ大陸に広く分布していたキグチサウルス科である。前者はジュラ紀中期には姿を消したが、後者に属するクーラスクスは白亜紀中期の1億1000万年前まで南極圏で生き延びた。この時期は全般的に大型化する傾向にあり、クーラスクスは全長5メートルを超える分椎目中最大の種の一つである。 

## 下位分類
両生綱 Amphibia
- 分椎目 Temnospondyli
  - カペトゥス Capetus
  - サハラステガ Saharastega
  - ニゲルペトン Nigerpeton
  - デンドレルペトン科 Dendrerpetontidae
  - エドプス上科 Edopoidea
    - コクレオサウルス科 Cochleosauridae (Chenoprosopidae)
    - エドプス科 Edopidae

  - エウスケリア亜目 Euskelia
    - ディッソロフス上科 Dissorophoidea
    - エリオプス上科 Eryopoidea

  - (ランクなし) Limnarchia
    - スクレロトラクス科 Sclerothoracidae
    - アルケゴサウルス上科 Archegosauroidea
      - アクティノドン科 Actinodontidae (= Sclerocephalidae)
      - アルケゴサウスル科 Archegosauridae
      - インタスクス科 Intasuchidae

    - ドゥビノサウルス亜目 Dvinosauria
      - ドゥビノサウルス科 Dvinosauridae
      - エオブラキオプス科 Eobrachyopidae (= Saurerpetontidae)
      - トリメトロラキス科 Trimerorhachidae
      - トゥピラコサウルス科 Tupilakosauridae

    - ステレオスポンディリ亜目 Stereospondyli
      - ラピロプシス科 Lapillopsidae
      - ライデッケリナ科 Lydekkerinidae
      - ペルトバトラクス科 Peltobatrachidae
      - リネスクス科 Rhinesuchidae
      - マストドンサウルス上科 Mastodonsauroidea
      - トレマトサウルス下目 Trematosauria
        - リチドステウス科 Rhytidosteidae
        - ブラキオプス上科 Brachyopoidea
        - メトポサウルス上科 Metoposauroidea
        - プラギオサウルス上科 Plagiosauroidea
        - トレマトサウルス上科 Trematosauroidea

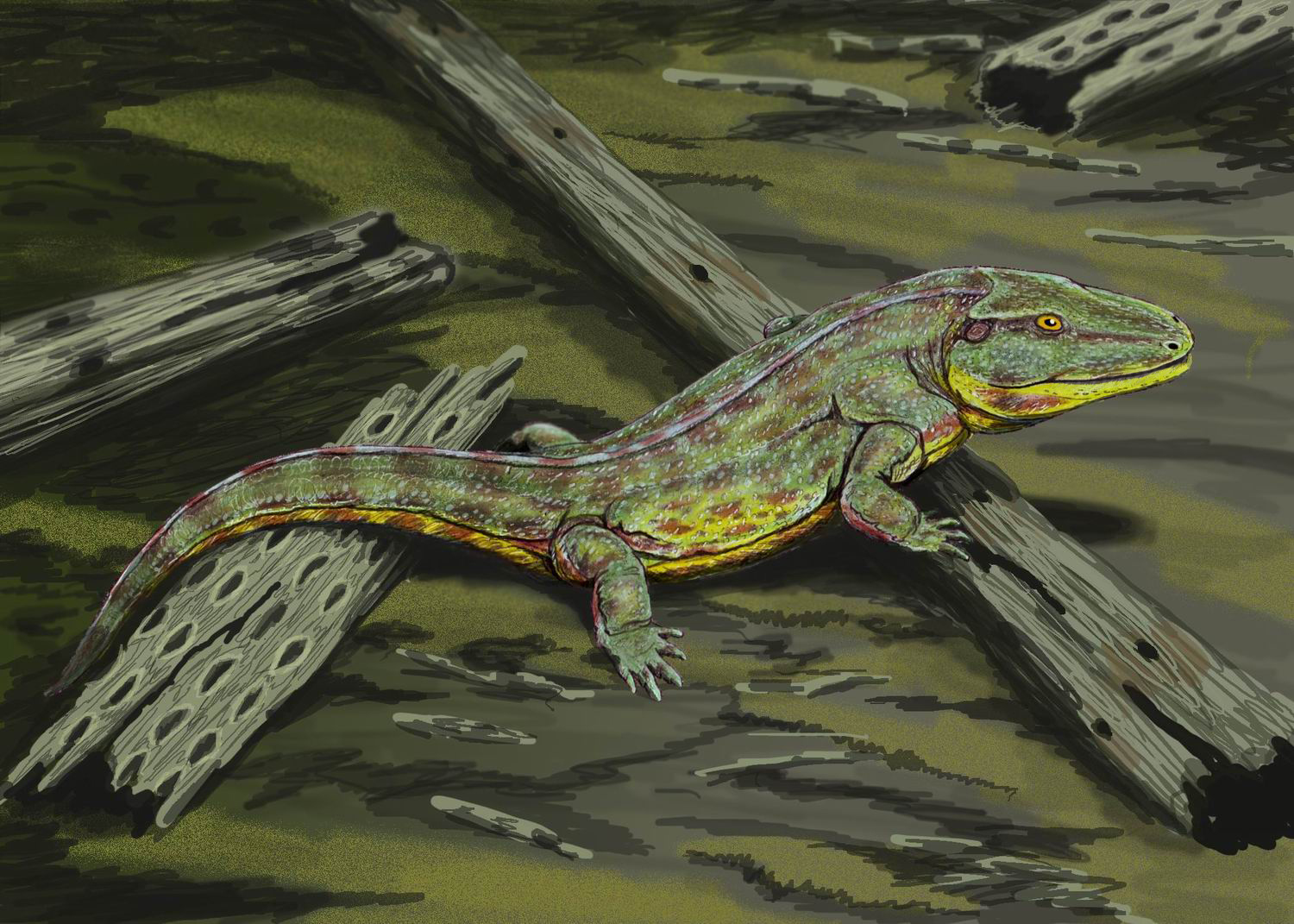
Capetus palustris 石炭紀後期のチェコに生息していた原始的な陸生種。全長40センチメートル。
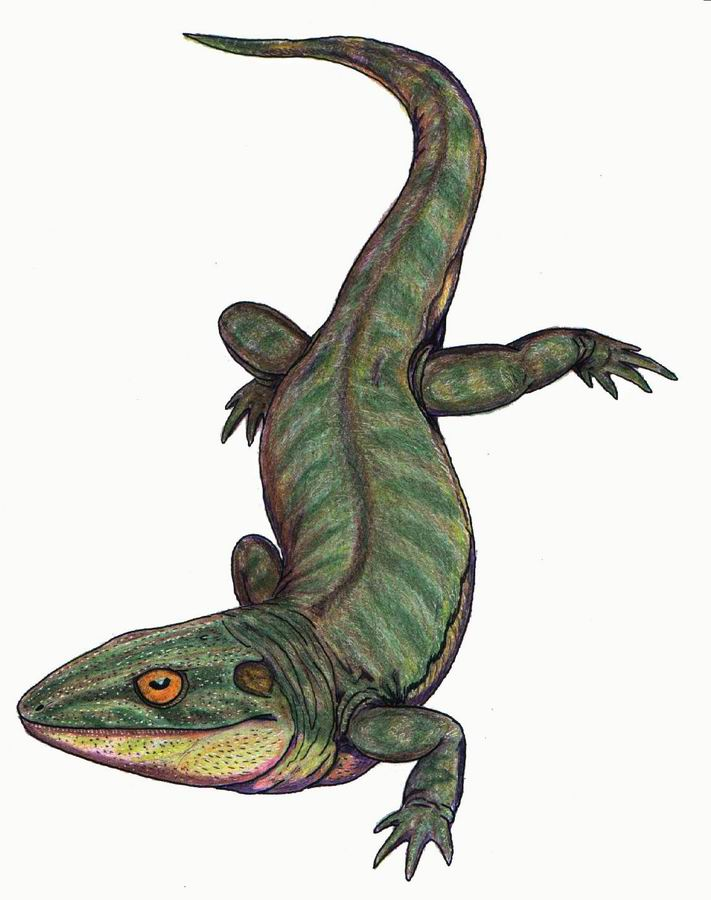
デンドレルペトン 石炭紀後期の北米に生息した陸生種。全長50センチメートル。
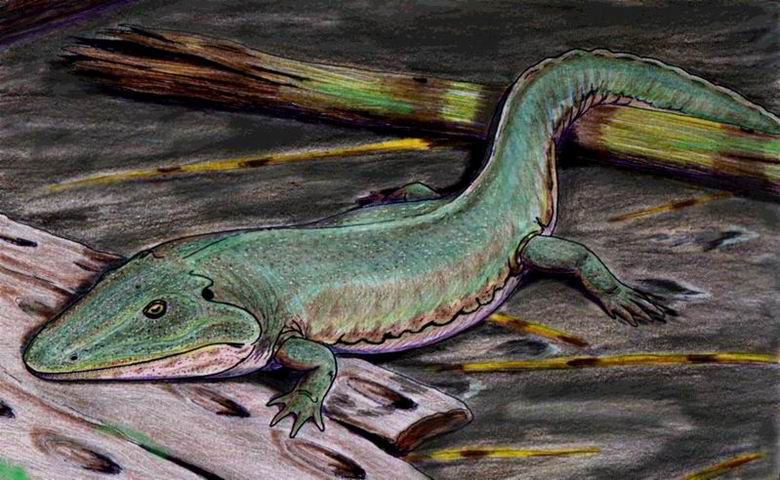
コクレオサウルス 石炭紀後期のチェコに生息した半水生種。全長1.5メートル
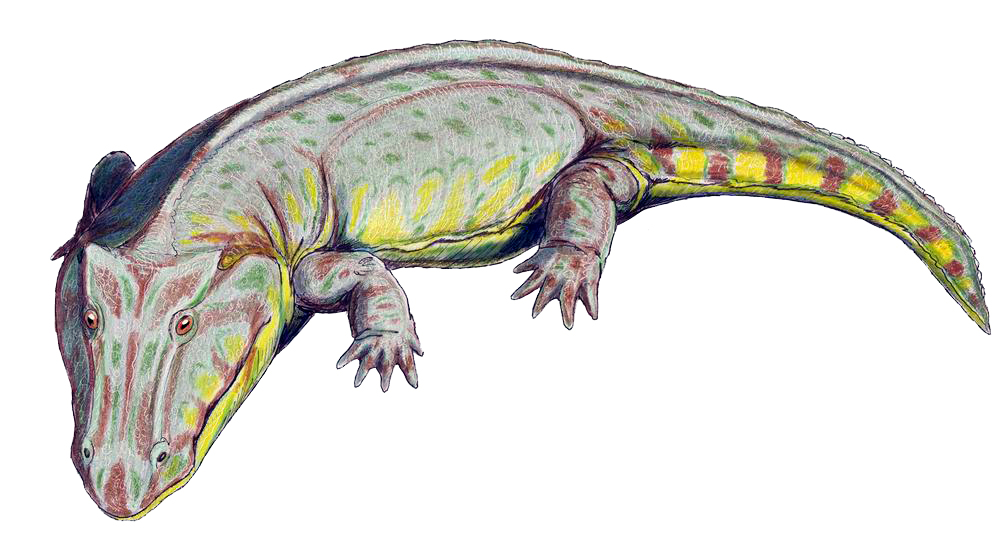
Edops craigi ペルム紀初期の比較的原始的な半水生種。
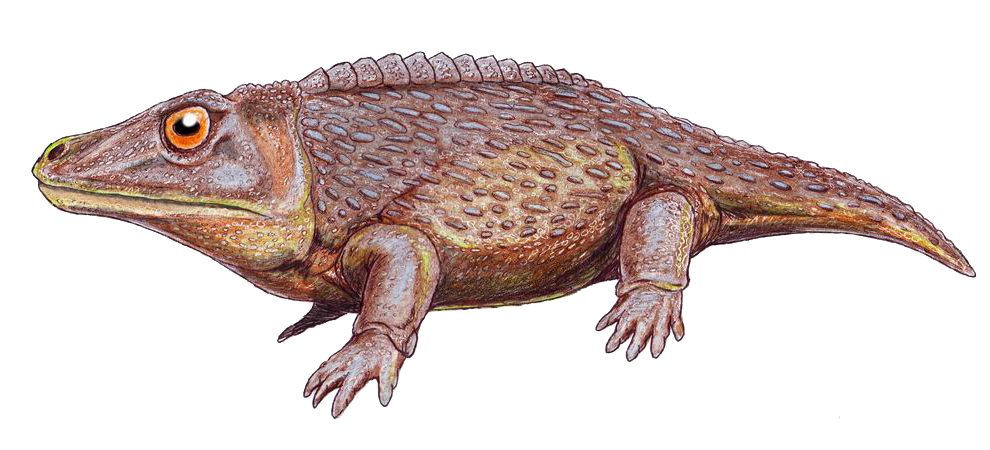
Zygosaurus lucius ペルム紀中期のロシアに生息した陸生種。ディッソロフス上科に属する。
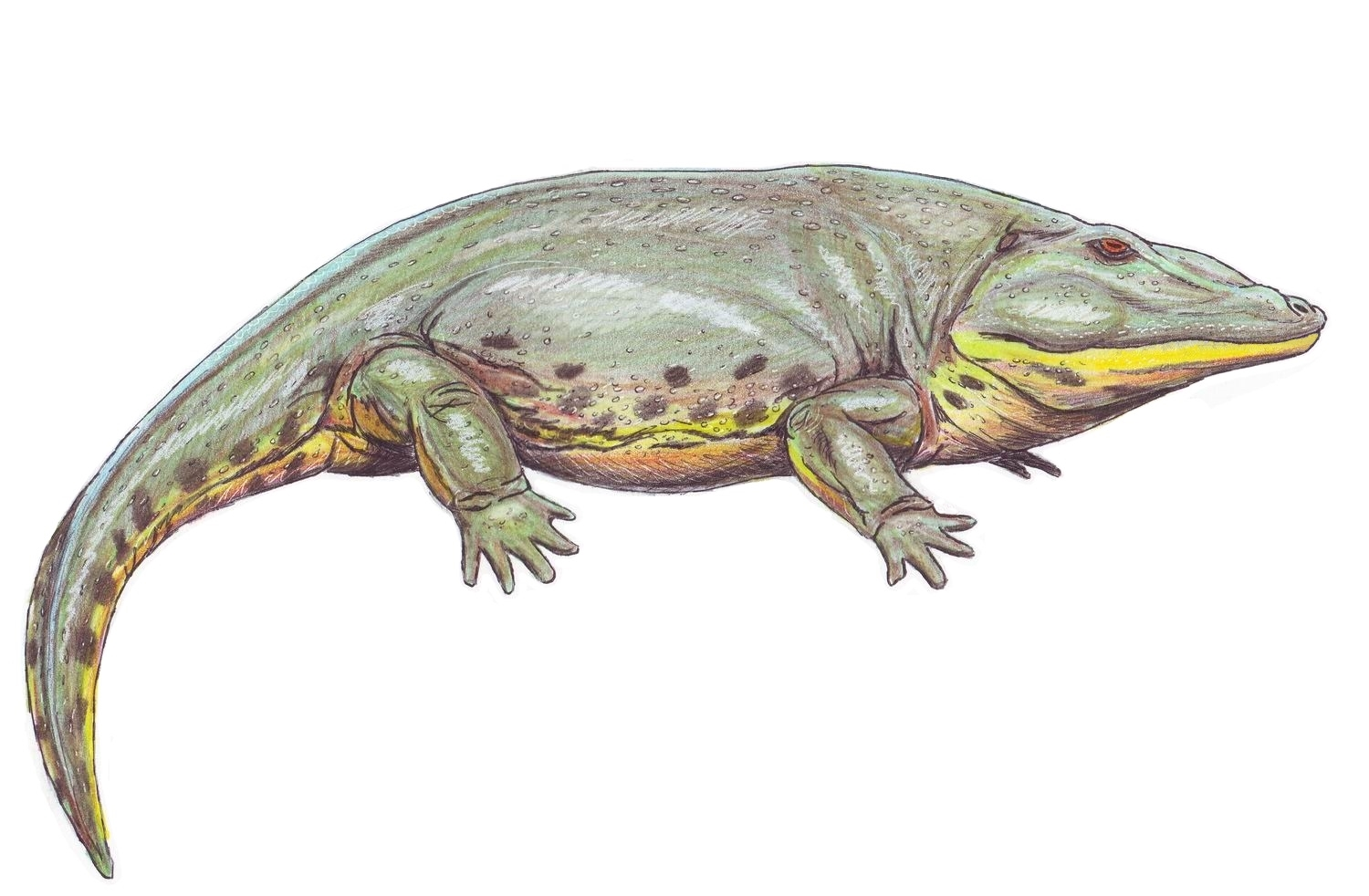
Eryops megacephalus ペルム紀後期のアメリカで非常に繁栄した半水生種。全長2メートル。
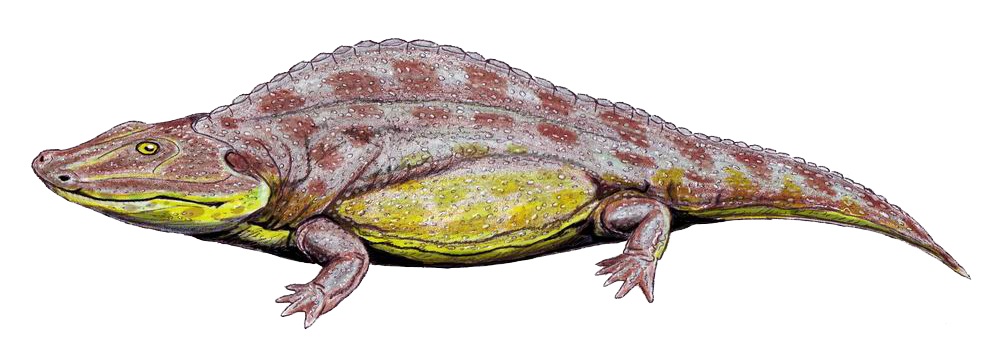
Sclerothorax hypselonotus 三畳紀のドイツに生息した半水生種。全長50センチメートル。
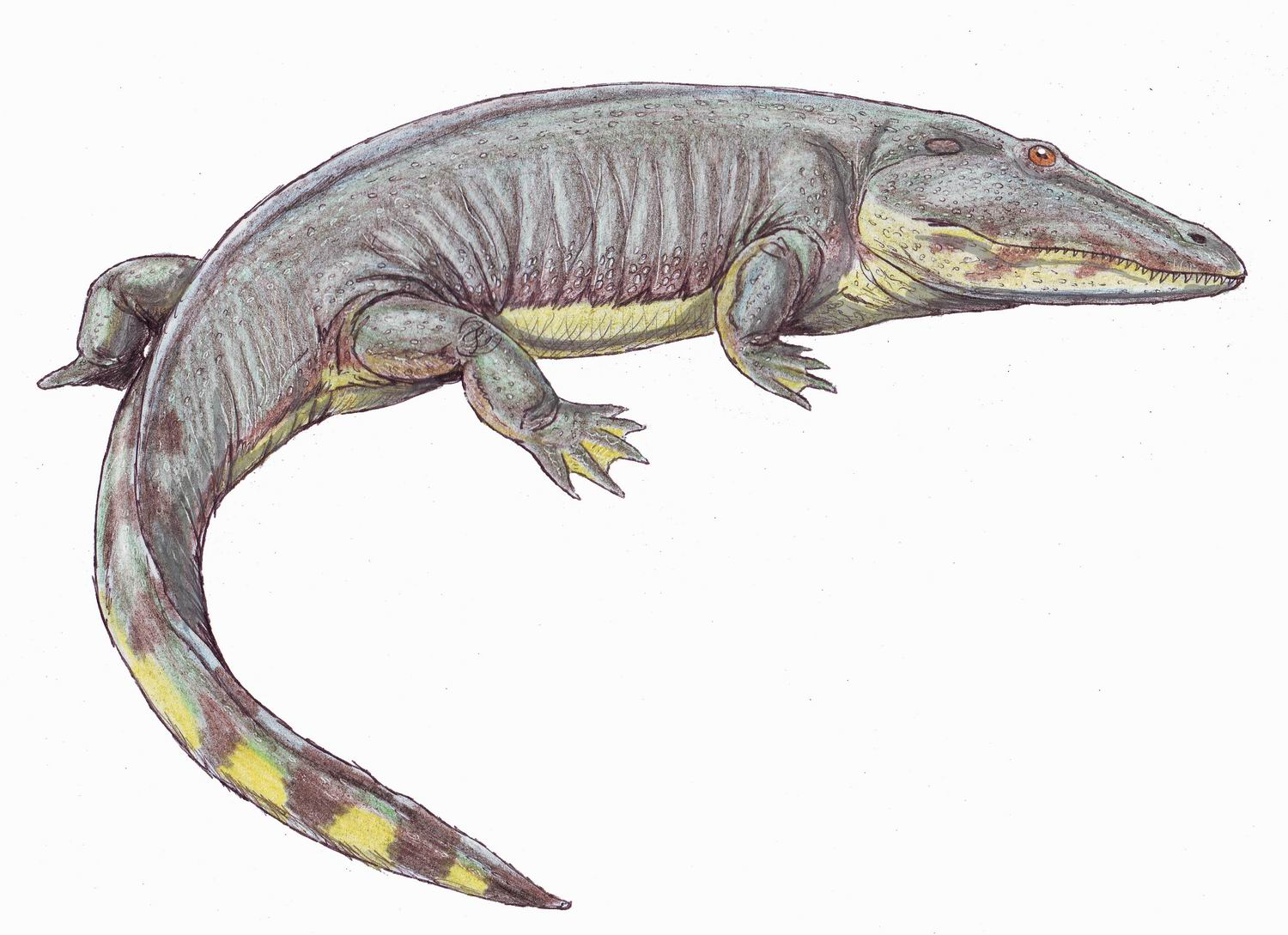
Sclerosaurus (Actinodon) frossardi ペルム紀後期のフランスに生息。全長1.5メートル。
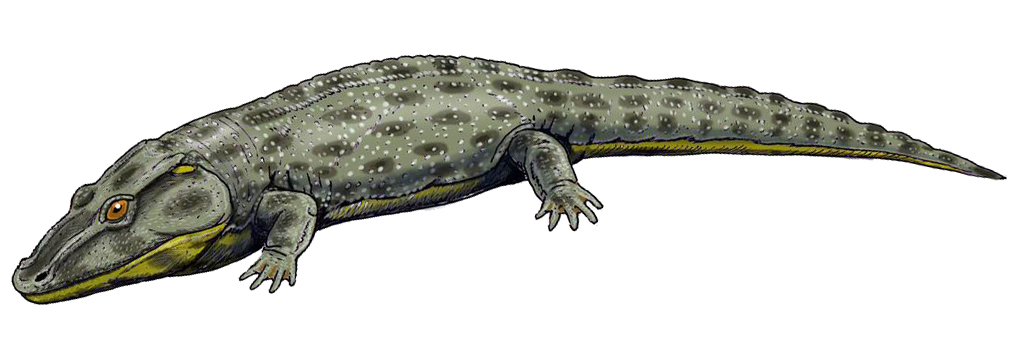
Intasuchus silvicola ペルム紀に生息。頭長20センチメートル。
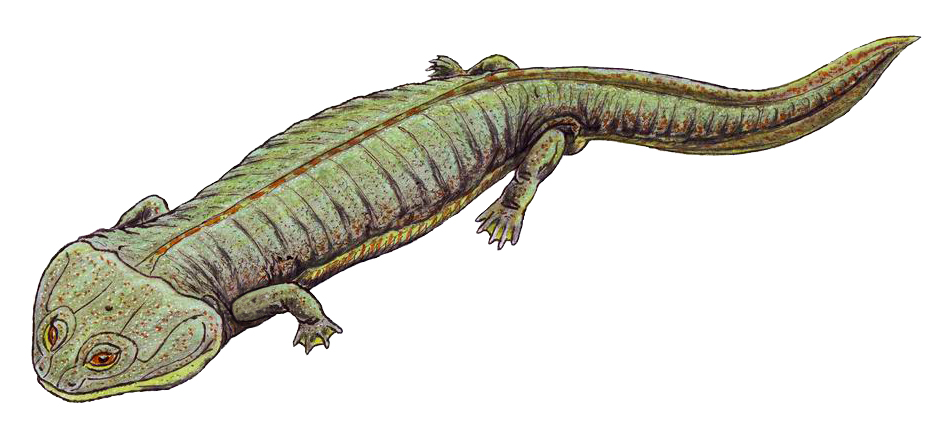
Dvinosaurus primus ペルム紀後期のロシアに生息した水生種。一生外鰓を持つ。頭長20センチメートル。
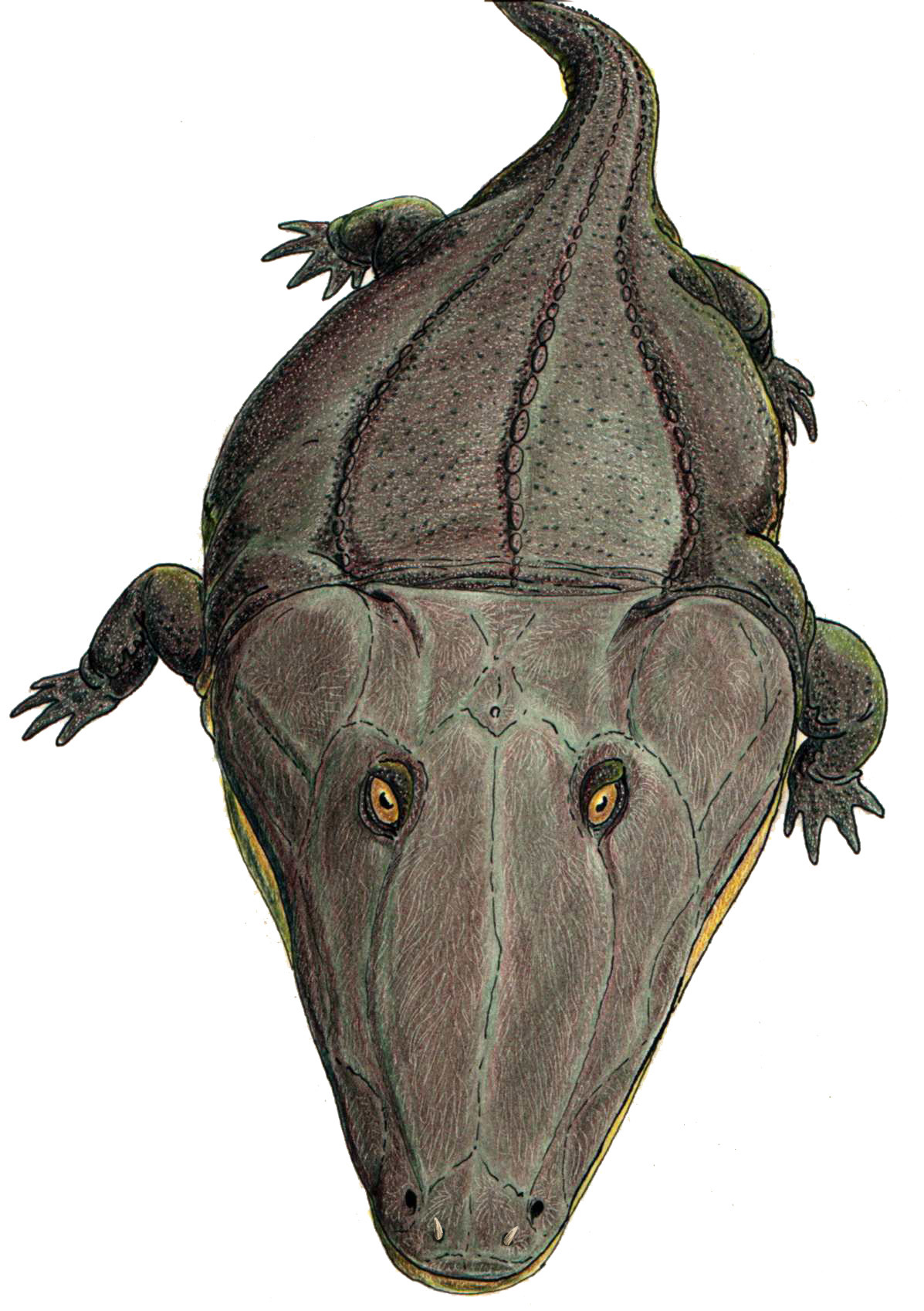
Mastodonsaurus torvus 三畳紀後期の大型水生種。全長6メートル。
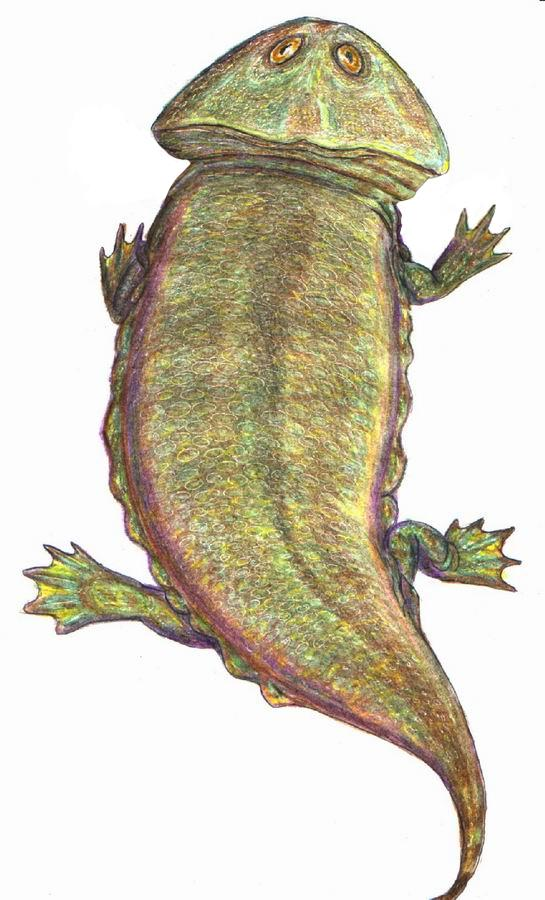
プラギオサウルス パンケーキのような独特の体型を持つ三畳紀後期の水生種。一生鰓を持つ。全長1メートル。
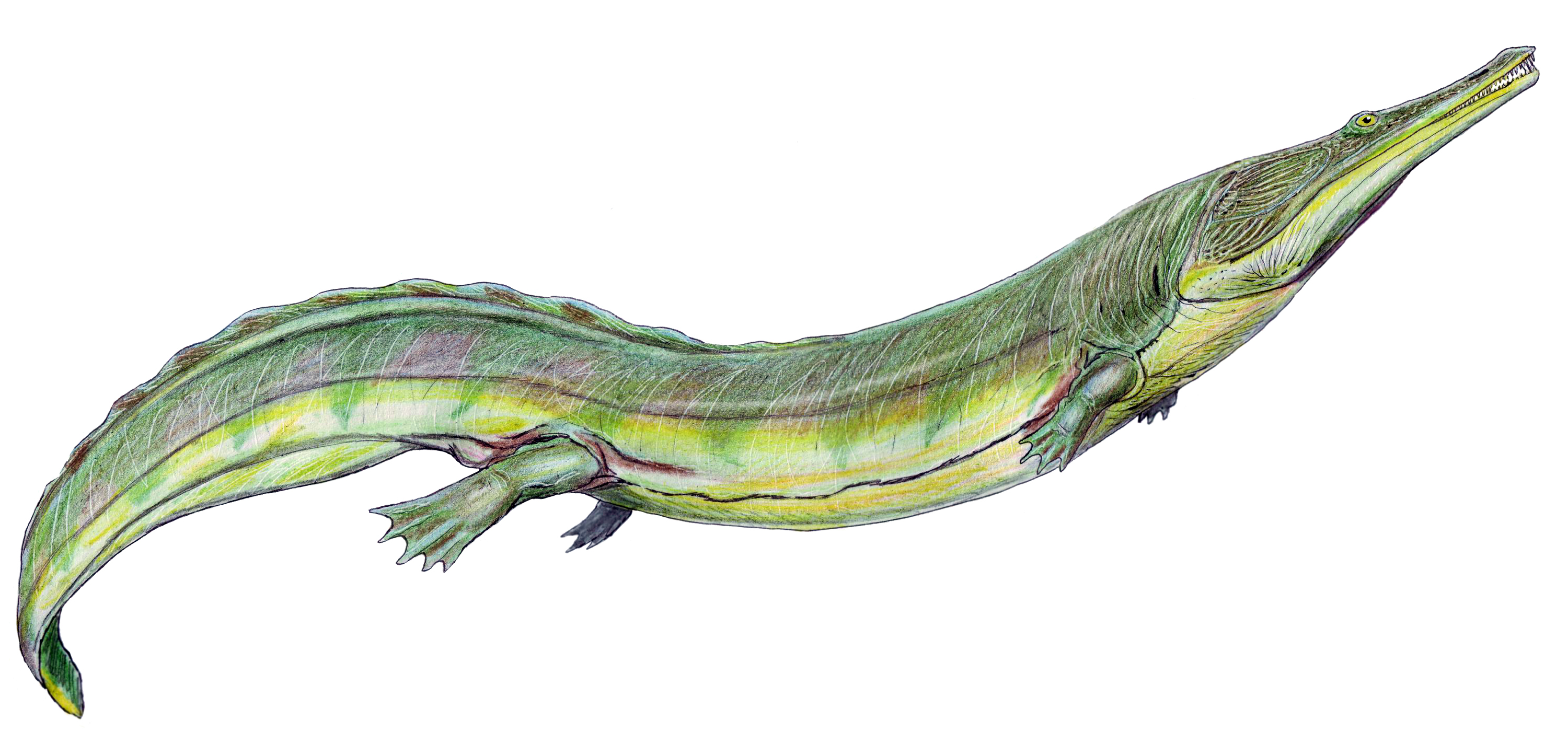
Trematosaurus brauni 三畳紀初期の海生種。全長2.5メートル。